# 應急可轉債
應急可轉債（英語：Contingent Convertible Bond （CoCo），也稱作Enhanced Capital Note （ECN）），俗稱CoCo債，是一種固定收益產品。如果某個事件被觸發，如银行资本充足率不足，或股价低于某一价格，或财务指标低于监管层要求时，发行方有权单方面停付利息或强制把债券转换为股權。此類債券可以采取各种不同的形式，如作為銀行備用的後償貸款融通、大災害債券、或一个增强型反向转换的看涨期權。。應急可轉債这个概念是罗伯特·科克斯·默顿教授在1990年提出，並於1991年《哈佛法律评论》上发表。

## 腳註
1. ↑  .   [2016-02-16]. （原始内容存档于2016-01-31）.
2. ↑  .   [2016-02-16]. （原始内容存档于2016-01-31）.
3. ↑  Pazarbasioglu 等人 (2011), p. 4
4. ↑  . Journal of Financial Services Research. 1990-12-04  [2021-01-26]. （原始内容存档于2020-09-22）.
5. ↑  . Harvard Law Review. 1991-01-01, 104 (8): 1857–1877. JSTOR 1341621. doi:10.2307/1341621.